# Air India Regional
Alliance Air — индийская авиакомпания со штаб-квартирой в городе Дели, работающая в сфере коммерческих авиаперевозок по региональным направлениям. Основана в 1996 году в качестве бюджетной авиакомпании Alliance Air, затем была выкуплена флагманским авиаперевозчиком страны Air India и сменила своё официальное название на действующее в современном периоде.
Компания выполняет около 357 регулярных рейсов в неделю по 25 аэропортам внутри страны.

## История
Авиакомпания Alliance Air была образована 1 апреля 1996 года и начала операционную деятельность 21 июня того же года. С момента образования компания являлась дочерним предприятием другого индийского авиаперевозчика Indian Airlines.
После объединения авиакомпаний Air India и India Airlines компания сменила официальное название на Air India Regional.

## Флот

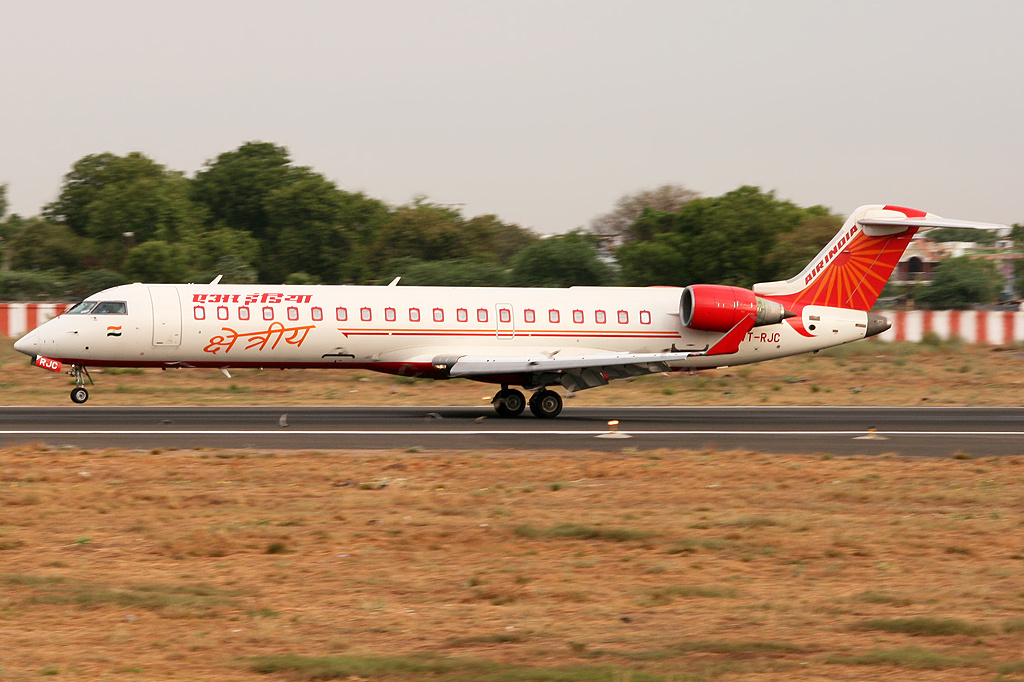
CRJ-700 авиакомпании Air India Regional

В июне 2013 года воздушный флот авиакомпании Air India Regional составляли следующие самолёты (все суда находились в мокром лизинге):
В феврале 2013 года средний возраст воздушных судов авиакомпании составлял 14,2 года.

## Авиапроисшествия
- 17 июля 2000 года. Самолёт Boeing 737-2A8/Adv (регистрационный VT-EGD) авиакомпании Alliance Air, выполнявший регулярный рейс 7412 по маршруту Калькутта-Патна-Лакхнау-Нью-Дели, при повторном заходе на посадку в аэропорту имени Наяка Джаяпракаша (Патна, Бихар) потерял управление и врезался в административное здание. На борту находилось 58 человек. Погибло 60 человек, в том числе пятеро на земле[2].